# Curcuris
Curcuris település Olaszországban, Szardínia régióban, Oristano megyében. Lakosainak száma 301 fő (2023. január 1.). Curcuris Ales, Morgongiori, Pompu, Gonnosnò és Simala községekkel határos.

## Népesség
A település lakossága az elmúlt években az alábbi módon változott:
| Lakosok száma | 317  | 307  | 301  | 301  |
|               | 2008 | 2017 | 2018 | 2023 |